# Theranos
Theranos (Теранос) — разорившаяся американская технологическая корпорация в области медицинских услуг. Её считают крупнейшей аферой современности. Долгое время учредители позиционировали свой стартап, как прорывную технологическую компанию, разрабатывавшую анализы крови, требующие забора небольшого (минимального) её количества. Анализы можно было сдать с помощью компактных автоматизированных устройств, разработанных компанией. Однако в итоге такие утверждения оказались ложными. В 2018 году компания была признана банкротом.
18 ноября 2022 года федеральный суд Калифорнии приговорил основательницу компании Элизабет Холмс к 11 годам тюрьмы, также ей запрещено возглавлять любые компании в течение 10 лет.

## История
19-летняя Элизабет Холмс основала компанию Theranos в 2003 году, собрав более $700 млн венчурных и частных инвестиций. Так, в 2013 и 2014 годах компанию оценили в $10 млрд на пике рыночной стоимости. В медиа Theranos рекламировали и изображали как прорыв на рынке анализов крови, где американская диагностическая лабораторная промышленность ежегодно продает услуг более чем на $70 млрд. Руководители Theranos заявляли, что их технология является революционной и что для анализа требуется примерно от 1/100 до 1/1000 количества крови, которое берут обычно, а цена будет значительно меньше.
Поворотный момент наступил в 2015 году, когда профессора медицинских исследований Джон Иоаннидис и Элефтериос Диамандис и репортер-расследователь Джон Керрейру из The Wall Street Journal подвергли сомнению подлинность технологии Theranos. Компания столкнулась с рядом юридических и коммерческих вызовов со стороны медицинских учреждений, инвесторов, Комиссии по ценным бумагам и биржам США, государственных адвокатов, бывших бизнес-партнеров, пациентов и т. д. К июню 2016 подсчитали, что личная чистая стоимость Холмс снизилась с $4,5 млрд практически до нуля. Компания была на грани банкротства, пока в 2017 году не получила ссуду в размере $100 млн от Fortress Investment Group, которая имела патенты Theranos. Однако в сентябре 2018 года компания прекратила свою деятельность.
14 марта 2018 года Комиссия по ценным бумагам и биржам США обвинила Theranos, Элизабет Холмс и бывшего президента компании Рамеша Балвани в «массовом мошенничестве» . В одном из разделов жалобы утверждается, что в 2014 году Холмс ложно заявляла, что ежегодный доход компании составляет $100 млн, что в тысячу раз больше, чем фактическое число — $100 тыс. Холмс согласилась выплатить штраф в размере $500 тыс., вернув оставшиеся 18,9 млн акций, которыми она располагала, отказавшись от контроля над компанией. Ей также на десять лет запретили быть должностным лицом или директором любой публичной компании . Согласно соглашению, если Theranos продадут или ликвидируют другим способом, Холмс не получит прибыли от собственности, пока инвесторам и другим привилегированным акционерам не вернут более $750 млн. Theranos и Холмс не признали и не опровергли обвинения в жалобе Комиссии по ценным бумагам и биржам США. 15 июня 2018 года прокурор США в Северном округе Калифорнии объявил Холмс обвинительный акт по фальсификациям и заговору. Отбор присяжных для судебного разбирательства должен начаться 28 июля 2020, а суд — в августе 2020 года .

## В медиа
Джон Керрейру, репортер-расследователь The Wall Street Journal, издал книгу Дурная кровь: Тайны и ложь стартапа Кремниевой долины , где описывает историю лжи и краха Theranos. Стриминговый сервис HBO снял документальный фильм о Холмс и Theranos. В 2020 году планировался выход художественного фильма (снятого по книге), где роль Элизабет Холмс должна была исполнять Дженнифер Лоуренс. В 2022 вышел мини-сериал «Выбывшая» с Амандой Сейфрид.